# Ludvíkovice
Ludvíkovice (německy Loosdorf) jsou obec v okrese Děčín v Ústeckém kraji. Žije v ní 955 obyvatel.

## Historie
První písemná zmínka o obci pochází z roku 1425. Od 1. července 1980 do 31. prosince 1991 byla obec součástí města Děčín.

## Obyvatelstvo
Při sčítání lidu v roce 1921 ve vsi žilo 1 025 obyvatel (z toho 501 mužů), z nichž byl jeden Čechoslovák, 1 007 Němců a sedmnáct cizinců. Kromě římskokatolické většiny (846 osob) zde bylo 33 evangelíků, 44 členů nezjišťovaných církví a 102 lidí bez vyznání. Podle sčítání lidu z roku 1930 měla vesnice 1 044 obyvatel: osm Čechoslováků, 1 019 Němců a sedmnáct cizinců. Počet římských katolíků klesl na 791 a počet lidí bez vyznání se zvýšil na 190. Dále ve vsi žilo 33 evangelíků a třicet členů nezjišťovaných církví (převážně starokatolíků).
| Rok            | 1869 | 1880 | 1890 | 1900 | 1910  | 1921  | 1930  | 1950 | 1961 | 1970 | 1980 | 1991 | 2001 | 2011 | 2021 |
| -------------- | ---- | ---- | ---- | ---- | ----- | ----- | ----- | ---- | ---- | ---- | ---- | ---- | ---- | ---- | ---- |
| Počet obyvatel | 602  | 628  | 748  | 847  | 1 000 | 1 025 | 1 044 | 724  | 794  | 754  | 702  | 650  | 714  | 881  | 910  |
| Počet domů     | 103  | 108  | 116  | 133  | 149   | 165   | 180   | 180  | 153  | 155  | 163  | 181  | 194  | 238  | 282  |

## Pamětihodnosti
- Boží muka
- Kaple
- Pomník Dr. Kudlicha
- Pomník polským osvoboditelům
- Národní přírodní rezervace Kaňon Labe
- Sokolí vrch s rozhlednou
- Kamenný most přes Ludvíkovický potok